# Matias Ojala
Matias Petteri Ojala (* 28. Februar 1995 in Oulu) ist ein finnischer Fußballspieler.

## Karriere

### Verein
Ojala begann seine Karriere in der Jugendabteilung des finnischen Vereins Oulun Luistinseura und, bevor er in den Nachwuchs des nächstgrößeren Klubs AC Oulu wechselte. Er debütierte am 12. August 2010 im Alter von 15 Jahren, fünf Monaten und 12 Tagen in der Veikkausliiga, was ihn zum jüngsten Spieler in der Geschichte der höchsten finnischen Spielklasse machte. Nach dem Abstieg in die Ykkönen entwickelte sich Ojala in der Saison 2011 zum Stammspieler.
Am 30. August 2013 wechselte Ojala nach einem Probetraining bis zum Ende der Saison 2013/14 auf Leihbasis in die zweite Mannschaft (U-23) des Hamburger SV. Zuvor trainierte er schon ein Jahr zuvor zur Probe beim FC St. Pauli. Am 8. September 2013 lief Ojala gegen Eintracht Norderstedt erstmals in der viertklassigen Regionalliga Nord auf.
Nach Auslaufen seines Leihvertrages verließ Ojala den Verein und kehrte nach Finnland zurück. Zum Saisonende 2015 lief sein Vertrag bei AC Oulu aus und er musste den Verein daraufhin verlassen. Dann schloss er sich für jeweils zwei Spielzeiten PS Kemi Kings und Tampereen Ilves an. Mit letzterem gewann Ojala 2019 den nationalen Pokal und er schoss beim 2:0-Finalsieg über IFK Mariehamn den ersten Treffer. Seit 2020 steht der Mittelfeldspieler beim FC Inter Turku unter Vertrag.

### Nationalmannschaft
Ojala absolvierte Länderspiele für diverse finnische Juniorennationalmannschaften. Für die U-18-Auswahl gelang ihm am 25. August 2018   gegen Schweden der Treffer zum 3:3-Endstand in der Nachspielzeit.

## Erfolge
- Finnischer Pokalsieger: 2019